# Chionea austriaca
Chionea austriaca là một loài ruồi trong họ Limoniidae. Chúng phân bố ở miền Cổ bắc.